# جهد العتبة

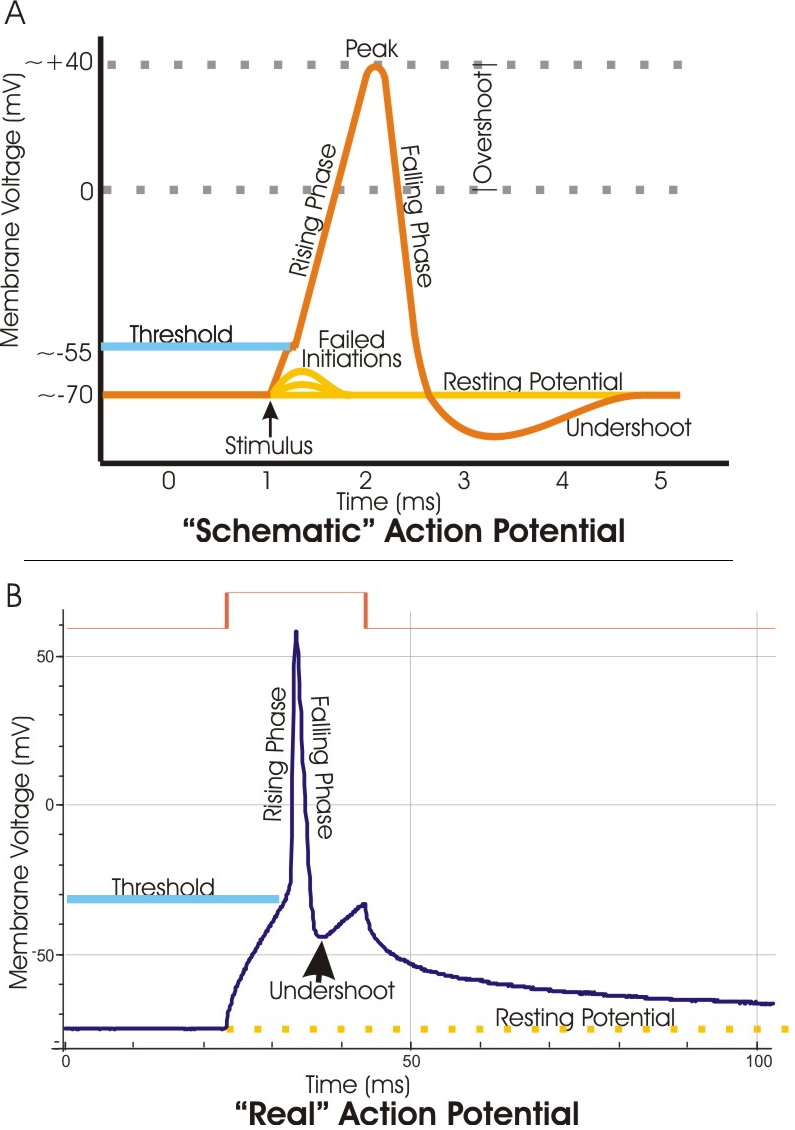
A. A تخطيطيا من إمكانات العمل المثالية يوضح مراحلها المختلفة كما إمكانات العمل يمر نقطة على غشاء الخلية. وغالبا ما يتم تشويه B. التسجيلات الفعلية من إمكانات العمل مقارنة تخطيطيا بسبب الاختلافات في الكهربية التقنيات المستخدمة لجعل تسجيل.

في الفيزيولوجيا الكهربائية ، عتبة التحمل هي المستوى الحرج الذي يجب تحقيقه لبدء جهد فعلي، في علم الأعصاب, تعد عتبة التحمل ضرورية لتنظيم ونشر الإشارات في الجهاز العصبي المركزي (CNS) و الجهاز العصبي المحيطي (الجهاز العصبي المحيطي).
غالباً ما تكون قيمة جهد العتبة هي القيمة المحتملة لجهد الغشاء ما بين (-50 و-55)ملي فولت ، ولكن يمكن أن تختلف بناءًا على عدة عوامل .
يمكن تغيير جهد الغشاء العصبي في حاله الراحة (-70ملي فولت ) ؛إما لزيادة أو تقليل احتمال الوصول إلى حد العتبة عن طريق أيونات الصوديوم والبوتاسيوم . ان تدفق الصوديوم الي الخلية من خلال قنوات الصوديوم المفتوحه أن تزيل الاستقطاب عن العتبة السابقة للغشاء ، بينما تستطيع أيونات البوتاسيوم أو الكلورايد ان تزيد من استقطاب الخلية وبالتالي تمنعها من الوصول إلى  حد العتبة.